# Pelanomodon
Pelanomodon is een geslacht van uitgestorven dicynodonte therapsiden dat leefde in het Laat-Perm. Fossiel bewijs van dit geslacht wordt voornamelijk gevonden in het Karoobekken van Zuid-Afrika, in de Dicynodon Assemblage Zone. Gebrek aan fossielen na het Laat-Perm suggereert dat Pelanomodon het slachtoffer werd van het uitsterven van het Perm-Trias.
De naam Pelanomodon kan in drie delen worden opgesplitst; 'pelos' betekent modder, 'anomo' betekent onregelmatig en 'odoon' betekent tand. Samen suggereert dit dat Pelanomodon een in de modder levende anomodont is (een groep therapsiden die worden gekenmerkt door hun gebrek aan tanden). Het Karoobekken werd in deze periode gekenmerkt door zijn uitgestrekte overstromingsvlakten, dus het is niet vergezocht om te veronderstellen dat er een op modder gebaseerde habitat voor dit geslacht is.
Pelanomodon is in de familie Geikiidae samen met Aulacephalodon en Geikia. Aangenomen wordt dat Aulacephalodon naast Pelanomodon heeft geleefd in het Karoobekken, waar gegevens over Geikia zijn ontdekt in Schotland en Tanzania. Pelanomodon wordt voornamelijk gekenmerkt en onderscheiden van Aulacephalodon door het ontbreken van slagtanden. Andere schedelkenmerken zijn door paleontologen gebruikt om twee soorten Pelanomodon vast te stellen; Pelanomodon moschops en Pelanomodon rubidgei. Recente analyse wijst echter op de conclusie dat het in feite om dezelfde soort kan gaan.

## Ontdekking en naamgeving
Pelanomodon werd ontdekt in 1913 door Robert Broom, in het Karoobekken van Zuid-Afrika. De classificatie was gebaseerd op een bijna volledige schedel, holotype AMNH FARB 5325, waarbij alleen de onderkaak ontbrak. De soort heette oorspronkelijk Dicynodon moschops. De soortaanduiding betekent 'kuitgezicht'. maar in 1969 herclassificeerde een analyse door A.W. Keyser het exemplaar als Pelanomodon moschops. Een andere soort, Pelanomodon rubidgei, werd in 1938 door Broom geclassificeerd en werd vastgesteld op basis van een complete schedel, gevonden in dezelfde regio door S.H. Rubidge. Het holotype hiervan is RC 10.
Tussen de jaren 1913 en 1950 beschreef Broom vijf verschillende Pelanomodon-soorten (of van Propelanomodon), waaronder Pelanomodon kitchingi en Pelanomodon halli, gebaseerd op waargenomen verschillen tussen veel gedeeltelijke en volledige schedels. Sinds die tijd hebben verschillende paleontologen de morfologie van de schedels echter opnieuw geëvalueerd en ze allemaal opnieuw geclassificeerd als Pelanomodon rubidgei of Pelanomodon moschops. Aangezien fossielen nooit een volledig begrip van het verleden kunnen geven, wordt over deze classificaties nog steeds gedebatteerd onder paleontologen.
In 2016 suggereerde een nieuwe analyse dat de morfologische kenmerken die worden gebruikt om onderscheid te maken tussen Pelanomodon moschops en Pelanomodon rubidgei, eigenlijk het resultaat zijn van seksuele dimorfie binnen dezelfde soort. Dezelfde analyse beweert dat Propelanomodon, een ander dicynodont geslacht zonder slagtanden, voor het eerst beschreven door Broom in 1913, in feite een juveniele vorm van Pelanomodon is. De auteurs van deze analyse zouden al deze soorten classificeren als Pelanomodon moschops. De basis voor deze conclusies wordt hieronder besproken.

## Beschrijving

### Schedel
Het fossielenbestand van Pelanomodon bestaat voornamelijk uit zowel volledige als gedeeltelijke schedels. Het is om deze reden dat de morfologie van de schedel wordt gebruikt om Pelanomodon te onderscheiden van andere geslachten in de familie Geikiidae. De afwezigheid van slagtanden is een belangrijk kenmerk dat wordt gebruikt om Pelanomodon te onderscheiden van Aulacephalodon, naast inkepingen in de postorbitale balk en rotatie van het jukbeen. Pelanomodon onderscheidt zich van Geikia in zijn langere temporale fenestra en snuit, minder ontwikkelde slokdarmkam en verzonken foramen pineale.
Naast deze verschillen heeft de schedel van Pelanomodon nog vele andere karakteristieke kenmerken. Een van de meest opvallende kenmerken is dat de schedel breder is dan lang, wat resulteert in een driehoekige vorm, gezien op de rug. In verband hiermee kantelt het temporale fenestra posterolateraal naar buiten. In vergelijking met andere dicynodonten is het uitwendige neusgat teruggetrokken en relatief hoog op de snuit geplaatst. Evenzo zijn de oogkassen hoger geplaatst dan typisch wordt gezien bij dicynodonten. In overeenstemming met andere anomodonten heeft Pelanomodon wangtanden maar mist zijn maaltanden. Bovendien strekt de premaxilla zich, net als andere therapsiden, uit aan de onderzijde om een secundair verhemelte te vormen.

## Paleobiologie

### Seksuele dimorfie
In het verleden zijn ook schedelkenmerken gebruikt om mogelijke Pelanomodon-soorten van elkaar te onderscheiden. Recentere analyse suggereert echter dat deze verschillen tussen exemplaren niet meer dan één soort suggereren, maar eerder seksuele dimorfie binnen dezelfde soort. Twee soorten zijn eerder geclassificeerd, Pelanomodon moschops, geïdentificeerd door een schedel langer dan achttien centimeter lang en relatief kleine craniale inkepingen en Pelanomodon rubidgei, geïdentificeerd door een schedel langer dan achttien centimeter maar met relatief grote schedelinkepingen. Van Pelanomodon moschops en Pelanomodon rubidgei wordt door verschillende paleontologen verondersteld dat ze van dezelfde soort zijn, vanwege het feit dat er weinig structurele verschillen zijn tussen de schedels van de twee soorten. Het meest opvallende onderscheid tussen deze twee schedeltypes is de aanwezigheid en grootte van de schedelinkepingen. Pelanomodon moschops mist de supraorbitale inkeping en postorbitale inkepingen die worden gezien bij Pelanomodon rubidgei, en hoewel het de nasale en prefrontale inkepingen behoudt, zijn ze veel kleiner. Afgezien van deze ogenschijnlijk oppervlakkige kenmerken, deelt de soort alle andere schedelkenmerken. Om deze reden wordt verondersteld dat de verschillen het gevolg zijn van seksuele dimorfie binnen de ene soort Pelanomodon moschops.

### Ontogenie
Propelanomodon tylorhinus is een andere dicynodonte soort waarvan onlangs is aangenomen dat het een juveniele vorm van Pelanomodon moschops is. Het heeft een kortere schedel, meestal korter dan veertien centimeter lang. Verschillende belangrijke schedelkenmerken verschillen binnen deze soort in vergelijking met de schedels van Pelanomodon moschops, waardoor er onder paleontologen discussie bestaat over de relatie met Pelanomodon. Het slaapvenster van Propelanomodon wijst bijvoorbeeld naar voren, in plaats van iets lateraal onder een hoek te staan. Als gevolg hiervan heeft zijn schedel niet de duidelijke driehoekige vorm van Pelanomodon. Bovendien is de snuit van Propelanomodon relatief korter en zijn de oogkassen relatief groter. De craniale inkepingen die sterk verschillen van Pelanomodon zijn ook afwezig, behalve de nasale inkepingen. Aanhangers van deze hypothese beweren dat het niet ongebruikelijk is om grote schedelveranderingen in wervels te zien als ze volwassen worden.

### Eetpatroon
Net als andere dicynodonten, wordt aangenomen dat Pelanomodon een herbivoor is geweest, omdat het ontbreken van hoektanden hem ervan zou weerhouden een vleesetend dieet te volgen. Bovendien wordt beschreven dat Pelanomodon een vergelijkbare algehele schedel heeft als Aulacephalodon. Keyser beschrijft dat de punt van de snuit wordt ondersteund door richels langs het verhemelte en het buitenoppervlak van de snuit, waardoor de kauwbeweging beperkt blijft tot alleen de punt van de kaak. Dit in combinatie met enkele van de andere hierboven beschreven schedelkenmerken, zoals de plaatsing van de neusgaten en de oogkas, suggereert dat het dier mogelijk planten uit ondiepe wateren heeft geconsumeerd.

## Paleo-ecologie
Het fossielenbestand van Pelanomodon is tot nu toe beperkt tot het Karoobekken in zuidelijk Afrika. Deze regio beschrijft de constante accumulatie van sediment vanaf het Carboon tot in de Jura-periode. Pelanomodon wordt, samen met andere dicynodonten, voornamelijk aangetroffen als onderdeel van de Beaufortgroep. De geologische lagen van de Beaufortgroep variëren van het midden van het Perm tot het midden van het Trias. Sedimentaire analyse suggereert dat gedurende deze tijd de regio werd gekenmerkt door de uitgestrekte overstromingsvlakten van enkele grote rivieren. Het klimaat tijdens de late Perm-periode in deze regio was semi-aride en regenval was seizoensgebonden. Dit klimaat, gecombineerd met de belangrijke rol die rivieren speelden bij het tot stand brengen van het milieu, zorgde ervoor dat er een verscheidenheid aan oevervegetatie kon groeien, wat op zijn beurt leidde tot een grote diversiteit aan dieren die allemaal een andere niche konden vullen. In feite zijn dicynodonten de meest voorkomende therapsiden in dit bereik gebleken.